# Julien Andlauer
Julien Andlauer (Lione, 5 luglio 1999) è un pilota automobilistico francese, vincitore della 24 Ore di Le Mans 2018 nella classe GTE Am.

## Carriera
All'età di sette anni, Julien inizia a competere in kart e nel 2015 passa alle corse in monoposto correndo nella Formula 4 francese. Nella sua prima esperienza in monoposto ottiene due podi chiudendo ottavo in classifica generale e terzo tra i Rookie dietro a Sacha Fenestraz e Giuliano Alesi.
L'anno seguente passa alla Porsche Carrera Cup francese con il team Saintéloc Racing. Andlauer ottiene quattro podi nella sua stagione d'esordio, mentre nel 2017 ottiene sette vittorie conquistando al titolo.
Nel 2018 diventa il più giovane vincitore della Porsche Supercup, grazie alla doppia vittoria in Messico. Nello stesso anno, oltre agli impegni nella Porsche Carrera Cup francese e tedesca, partecipa anche alla 24 Ore di Le Mans con il team Dempsey-Proton Racing. Dividendo la Porsche 911 RSR con Matt Campbell e Christian Ried ottengono la vittoria nella classe GTE Am. A fine anno diventa pilota Junior della Porsche.
Per la stagione 2018-2019 Andlauer corre l'intera stagione del WEC ottenendo quattro vittorie, mentre nelle due stagioni seguenti corre nel Mondiale endurance part-time. Nel 2021 prende parte anche alla Asian Le Mans Series dove nella classe GT ottiene due vittorie e diventa vice campione nella serie. Nel 2023 torna a tempo pieno nel WEC, sempre nella classe GTE Am torna alla vittoria nella 6 Ore di Monza.
Nel inverno tra il 2023 e il 2024 prende parte alla Asian Le Mans Series nella Classe LMP2 con il team Proton. Il pilota francese insieme a René Binder e Giorgio Roda chiudono secondi in classifica. Durante l'anno rimane legato al team Proton Competition passando alla classe Hypercar correndo con la Porsche 963.

## Risultati

### 24 Ore di Le Mans
| Anno | Team                      | Co-piloti                               | Auto               | Classe   | Giri | Pos. | Class Pos. |
| ---- | ------------------------- | --------------------------------------- | ------------------ | -------- | ---- | ---- | ---------- |
| 2018 | Dempsey-Proton Racing     | Matt Campbell Christian Ried            | Porsche 911 RSR    | GTE Am   | 335  | 25°  | 1°         |
| 2019 | Dempsey-Proton Racing     | Matt Campbell Christian Ried            | Porsche 911 RSR    | GTE Am   | 332  | 34°  | 4°         |
| 2020 | Dempsey-Proton Racing     | Vutthikorn Inthraphuvasak Lucas Légeret | Porsche 911 RSR    | GTE Am   | 331  | 36°  | 10°        |
| 2021 | Dempsey-Proton Racing     | Lance David Arnold Dominique Bastien    | Porsche 911 RSR-19 | GTE Am   | 327  | 42°  | 13°        |
| 2022 | WeatherTech Racing        | Cooper MacNeil Thomas Merrill           | Porsche 911 RSR-19 | GTE Am   | 343  | 35°  | 2°         |
| 2023 | Dempsey-Proton Racing     | Mikkel O. Pedersen Christian Ried       | Porsche 911 RSR-19 | GTE Am   | 118  | Rit  | Rit        |
| 2024 | Proton Competition        | Harry Tincknell Neel Jani               | Porsche 963        | Hypercar | 251  | Rit  | Rit        |
| 2025 | Porsche Penske Motorsport | Michael Christensen Mathieu Jaminet     | Porsche 963        | Hypercar | 386  | 6°   | 6°         |

### WEC
| Anno    | Squadra                   | Classe   | Vettura            | SPA | LMS | SIL | FUJ | SHA | SEB | SPA | LMS | Punti | Pos. |
| ------- | ------------------------- | -------- | ------------------ | --- | --- | --- | --- | --- | --- | --- | --- | ----- | ---- |
| 2018-19 | Dempsey-Proton Racing     | LMGTE Am | Porsche 911 RSR    | 4   | 1   | 1   | DSQ | 1   | 1   |     | 2   | 85    | 6°   |
| Anno    | Squadra                   | Classe   | Vettura            | SPA | ALG | MNZ | LMS | FUJ | BHR |     |     | Punti | Pos. |
| 2021    | Dempsey-Proton Racing     | LMGTE Am | Porsche 911 RSR-19 |     | 9   |     | 8   | 12  | Rit |     |     | 12,5  | 20°  |
| Anno    | Squadra                   | Classe   | Vettura            | SEB | SPA | LMS | MON | FUJ | BHR |     |     | Punti | Pos. |
| 2022    | Dempsey-Proton Racing     | LMGTE Am | Porsche 911 RSR-19 | 10  |     |     |     |     |     |     |     | 2     | 26°  |
| Anno    | Squadra                   | Classe   | Vettura            | SEB | ALG | SPA | LMS | MON | FUJ | BHR |     | Punti | Pos. |
| 2023    | Dempsey-Proton Racing     | LMGTE Am | Porsche 911 RSR-19 | 2   | 7   | 9   | Rit | 1   | 6   | 6   |     | 80    | 4°   |
| Anno    | Squadra                   | Classe   | Vettura            | QAT | IMO | SPA | LMS | SÃO | COA | FUJ | BHR | Punti | Pos. |
| 2024    | Proton Competition        | Hypercar | Porsche 963        | 9   | NC  | 5   | Rit | 15  | 11  | 11  | 12  | 13    | 24°  |
| Anno    | Squadra                   | Classe   | Vettura            | QAT | IMO | SPA | LMS | SÃO | COA | FUJ | BHR | Punti | Pos. |
| 2025    | Porsche Penske Motorsport | Hypercar | Porsche 963        | 10  | 11  | 12  | 6   | 3   |     |     |     | 33*   |      |
| Legenda |                           |          |                    |     |     |     |     |     |     |     |     |       |      |

* Stagione in corso.

### ALMS
| Anno    | Squadra            | Classe | Vettura           | DUB | DUB | ABU | ABU |     | Punti | Pos. |
| ------- | ------------------ | ------ | ----------------- | --- | --- | --- | --- | --- | ----- | ---- |
| 2021    | GPX Racing         | GT     | Porsche 911 GT3 R | 4   | 1   | 1   | 14  |     | 62,5  | 2°   |
| Anno    | Squadra            | Classe | Vettura           | SEP | SEP | DUB | ABU | ABU | Punti | Pos. |
| 2023-24 | Proton Competition | LMP2   | Oreca 07          | 5   | 3   | 2   | 5   | 2   | 71    | 2°   |
| Legenda |                    |        |                   |     |     |     |     |     |       |      |

## Palmarès
- 1  24 Ore di Le Mans nella Classe GTE Am: 2018
- 1  Porsche Carrera Cup Germany: 2019
- 1  Porsche Carrera Cup France: 2017